# Little San Salvador
 (janvier 2015).
Little San Salvador est une île qui se situe au sud-est et à environ 160 kilomètres de Nassau, la capitale des Bahamas.
Elle est située approximativement entre Cat Island et Eleuthera, elle appartient en totalité à la société de croisière Holland America Line, qui elle-même appartient à la société Carnival corporation & plc qui l'utilise comme port d'escale pour les navires de croisière qu'elle exploite dans la région.
Half Moon Cay est un centre de villégiature aménagé sur l'île.
Half Moon Cay fut acheté en 1997 par la compagnie Holland America Line, elle a aménagé seulement 18 000 m² de l'île sur ses 9,7 km² afin de préserver un cadre naturel pour la faune et la flore locale.
Sur cette île, les activités mises au point par Holland America Line sont nombreuses :
- Natation
- Plongée sous-marine
- Jet-ski
- Plongée en apnée
- Pêche en haute mer
- Parachute ascensionnel
- Randonnée
- Hobie cat
- Voilier
- Planches à voiles
- Kayaks
- Volley ball
- Basket ball
- Équitation

## Galerie

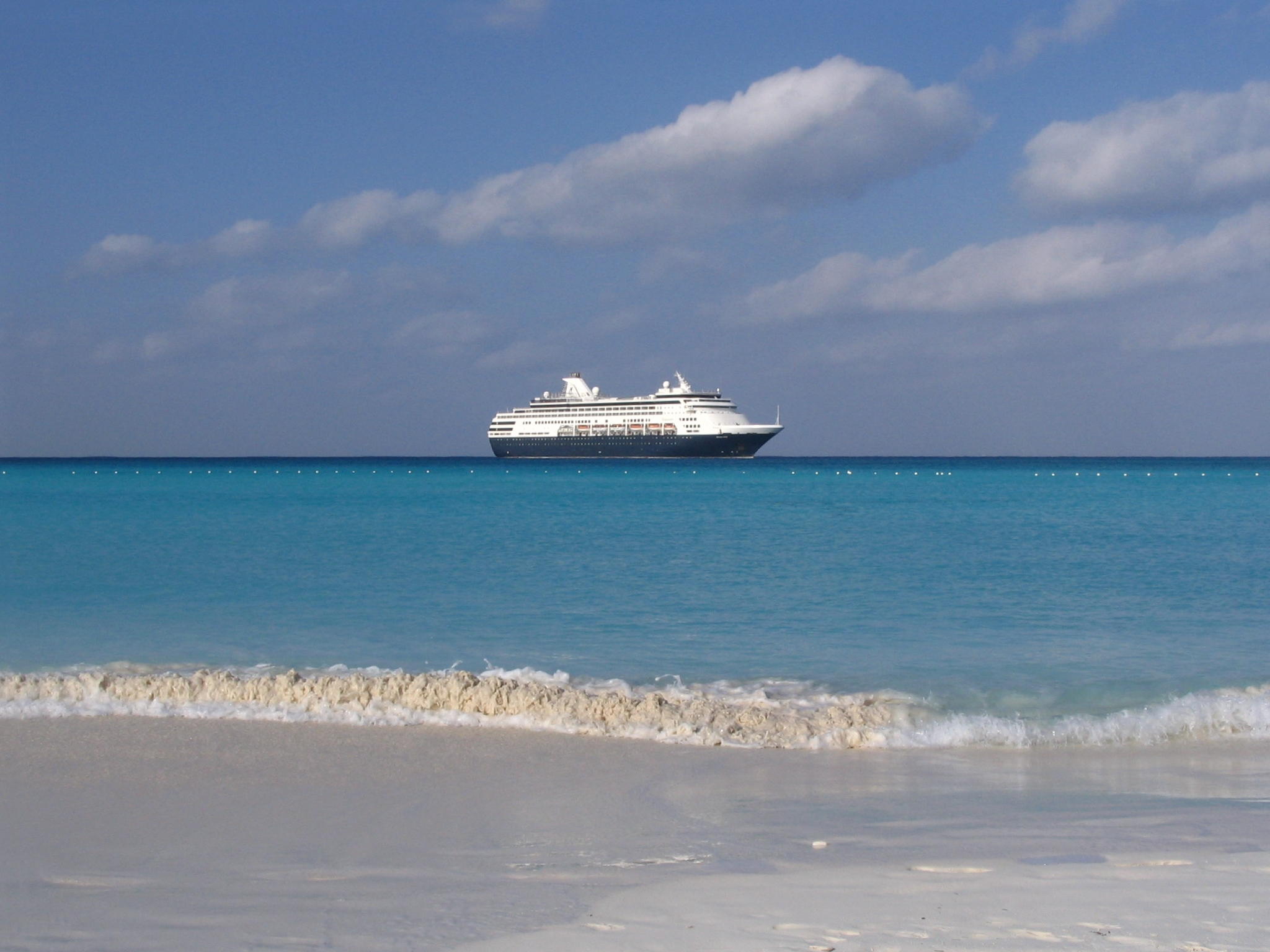
Le MS Maasdam à Half Moon Cay
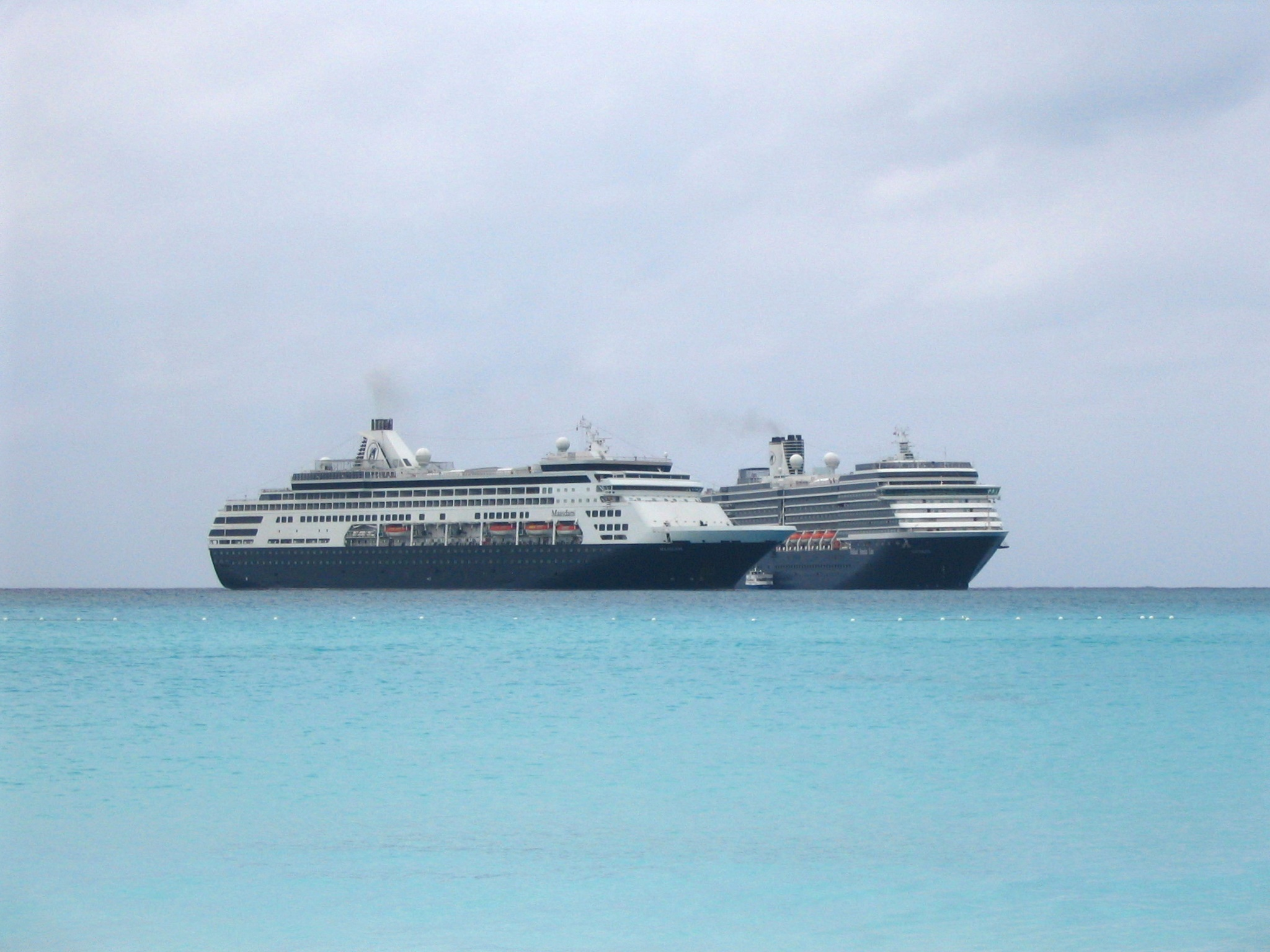
Le Ms Maasdam et le Ms Westerdam à Half Moon Cay
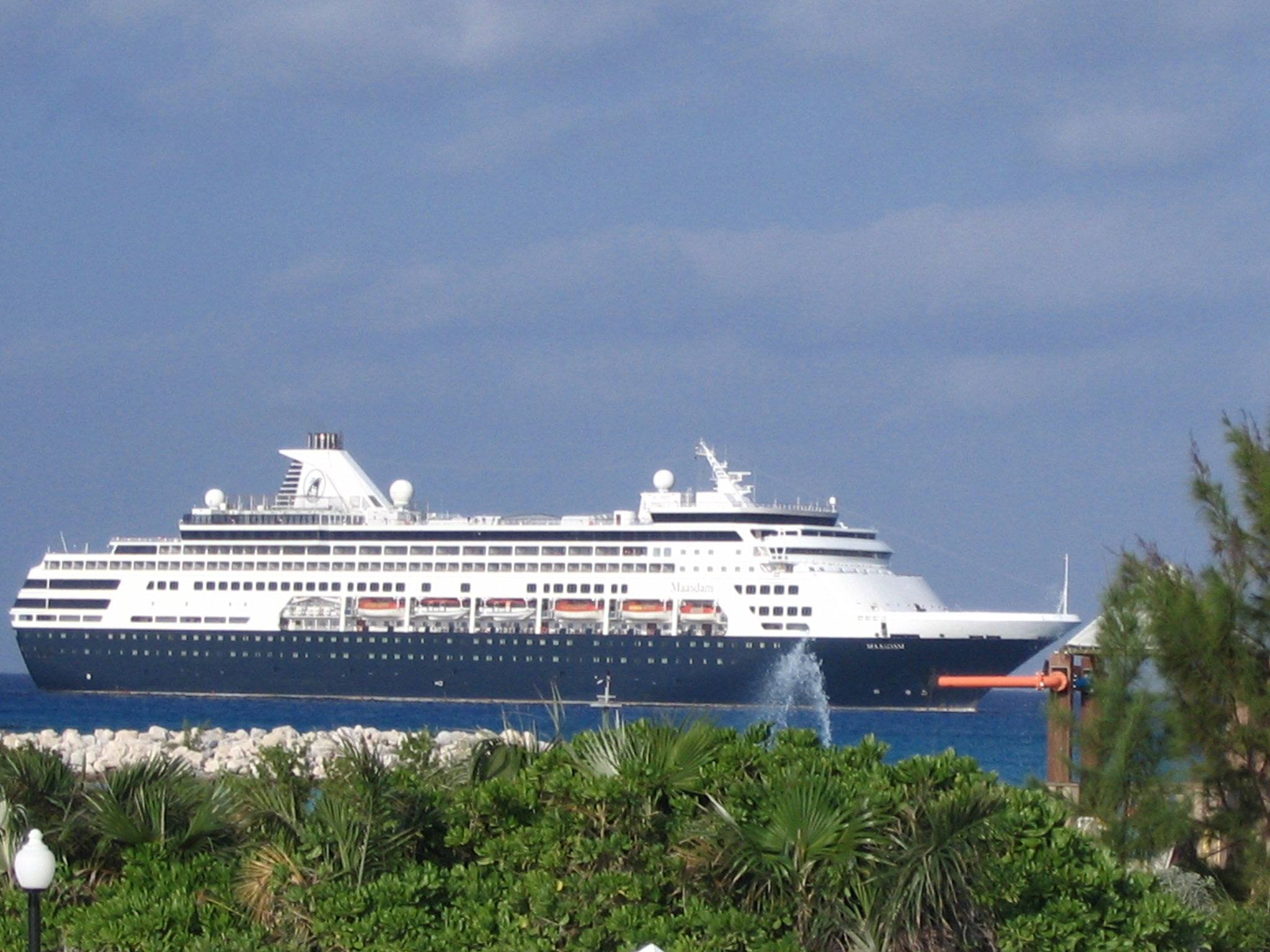
Le Ms Maasdam à Half Moon Cay